# Salyersville
La ville de Salyersville (en anglais [ˈsæljərzvəl]) est le siège du comté de Magoffin, dans le Commonwealth du Kentucky, aux États-Unis. Sa population, qui s’élevait à 1 883 habitants lors du recensement de 2010, est estimée à 1 729 habitants en 2018.
À noter que Salyersville est la seule ville incorporée du comté, qui ne comptait que 13 333 habitants en 2010.

## Source
- (en) Cet article est partiellement ou en totalité issu de l’article de Wikipédia en anglais intitulé « Salyersville, Kentucky » (voir la liste des auteurs).